# 屈伯川
屈伯川（1909年11月16日—1997年2月18日），原名屈伯传，男，四川泸州人，中国学者、教育家，延安自然科学院创始人之一，大连理工大学主要创始人。曾两度担任大连工学院院长（1949年2月－1966年8月）、（1979年3月－1981年9月）。

## 生平

### 求学生涯
1928年春考入金陵大学预科，同年暑期考入国立中央大学理学院化学系。在校期间积极参加抗日爱国学生运动，反对国民党“攘外必先安内”的政策。1932年遭到国民党当局迫害，被迫离校后先后在四川泸县中学、广州桂林第三高级中学任教。1934年赴德国留学，在柏林参加了中国共产党领导的秘密外围组织“中华民族解放先锋队”。1937年获德国德累斯顿工业大学化学工程博士学位。　

### 延安工作
1937年7月七七事变抗日战争爆发，他加速完成博士论文，获得学位后毅然回国，寻找报国机会。此时面对上海战事的失利，11月20日，国民党国民政府发表了迁都重庆的宣言。屈伯川首先回到当时的中国政府首都重庆，成为重庆“中华自然科学社”的负责人之一。因为参加抗日爱国学生运动的历史，被国民党政府列入黑名单，不被任用。1939年10月，经周恩来和时任中共四川省委书记吴玉章介绍，以陕甘宁边区政府主席林伯渠秘书的身份，跟随林伯渠、吴玉章到达延安，是延安革命根据地第一位在国外获自然科学博士学位归来的高级知识分子（近年称这种人才为海归，从某种意义上说，屈伯川博士可以说是共产党中国的海归第一人），先后在中央财政经济部、新华化学工业合作社任职。1940年1月。参加了陕甘宁边区自然科学研究会的筹备工作，任驻会干事负责人，并直接向毛泽东汇报这个会的筹备情况，请他参加成立大会，并请毛泽东做演讲。后参与筹建延安自然科学院，任教育处长。1940年1月任延安新华化学工业合作社主任（即新华化学厂厂长）。1940年9月加入中国共产党。1942年初任陕甘宁边区政府建设厅工业局任副局长。1945年9月任晋察冀军事工业部工业试验所所长。1947年1月到大连担任“关东工业专门学校”校长。1948年11月屈伯川带领20多名毕业生接管了“南满铁路株式会社中央试验所”，经过初步整顿、充实，很快就在丙酮与丁醇等10多个研究项目上作出了成果，为日后成立的大连化学物理研究所奠定了基础。1949年3月屈伯川担任工学院院长兼任化学科学研究所（中国科学院大连化学物理研究所前身）所长。

### 大连理工
1948年9月参加大连大学的筹建工作，任工学院院长兼科学研究所所长。1950年7月工学院独立为大连工学院（1988年更名为大连理工大学），任院长兼党组书记。早在建校之初，屈伯川就提出“逐步开展科学研究工作是关系我校发展的重要因素”；“开展科学研究不仅能为社会主义经济建设和国防建设服务”，“也是提高师资水平和教学质量的根本大计。”正是在他的积极领导和精心组织下，大连理工大学在上世纪50年代到70年代，就以成功设计了中国“三大港口”而闻名全国。陆续承担了中华人民共和国成立后第一个现代化军港、第一个现代化渔港、第一个现代化油港的设计任务，并为国家引进大型化肥生产线作出了重要贡献。1956年，当选为中共八大代表。此次会议是中国共产党在建立中华人民共和国后首次举行的全国代表大会。1960年建校11年时就使大工成为中国首批教育部直属全国重点大学。
1957年５月，在“反右”前夕，他总结思想改造和肃反运动中“左”的教训后，在动员干部教师帮助党整风的座谈会上动情地说：“不要再伤害知识分子的感情了。”由于这个和其他原因，在反右运动中，他被视为犯了“严重政治错误”而受到批判和处分，在文化大革命中，被再次冲击。1979年才得到彻底改正。
1979年3月再度出任大连工学院院长。1979年学校建校30周年时，屈伯川在总结办学经验时说，“我们的教育与资本主义国家不同。我们培养的人，不但要有较高的科学水平，还要有较高的社会主义觉悟和健康的身体。社会主义科学技术人才的特点，就是要有全心全意为人民服务的思想。对于这一点，如果有所忽视，我们就要犯大错误。”

### 面向全国
根据1979年初邓小平访美时，与美国总统卡特达成的协议，1980年，中美两国签署了科技合作协定，准备在中国创办一个科技管理培训中心，国家经委、科委和教育部的有关负责人正在为找不到合适的地点而为难，屈伯川得知这一信息后，当机立断，连夜赶往北京，力争把这个中心办到大连去。1980年8月18日，“中国工业科技管理大连培训中心” 在大连理工大学正式开学，是中国第一个与国外合办的国家级管理人才培训基地，也是中国改革开放以后学习和引进国外先进管理思想、理论和经验的第一个窗口。1981年9月起任大连工学院名誉院长（大连理工大学名誉校长）。并帮助大连市筹建大连大学。 发表了《高校要加快培养高级专门人才》等学术论文数十篇。
1983年5月，联合南京大学名誉校长匡亚明、天津大学名誉校长李曙森，浙江大学名誉校长刘丹上书中共中央书记处，提出"关于将50所左右高等学校列为国家重大建设项目的建议"，主要内容是建议国家拿出50个亿，重点资助50所高校，使这些学校到90年代，在仪器设备上达到国际先进水平。这一建议受到邓小平及其他中央领导的高度重视，后来逐渐形成共识, 1989年，获国家教委“老有所为精英奖”。1993年，中共中央、国务院在《中国教育改革和发展纲要》中明确提出了面向21世纪重点建设100所左右的高等学校和一批重点学科的“211工程”。1998年，中央又提出了“建设若干所世界一流大学和高水平研究型大学”的“985工程”。 
屈伯川等四位共和国老一辈教育家的上述建议，在高教界被尊称为 “835建言”。它同王大珩等四位共和国老一辈科学家提出的，得到邓小平支持的“863计划”一样，被传为发生在上世纪80年代中国社会主义现代化建设中知识分子上书建言、形成高层决策的佳话。

### 历史影响和评价

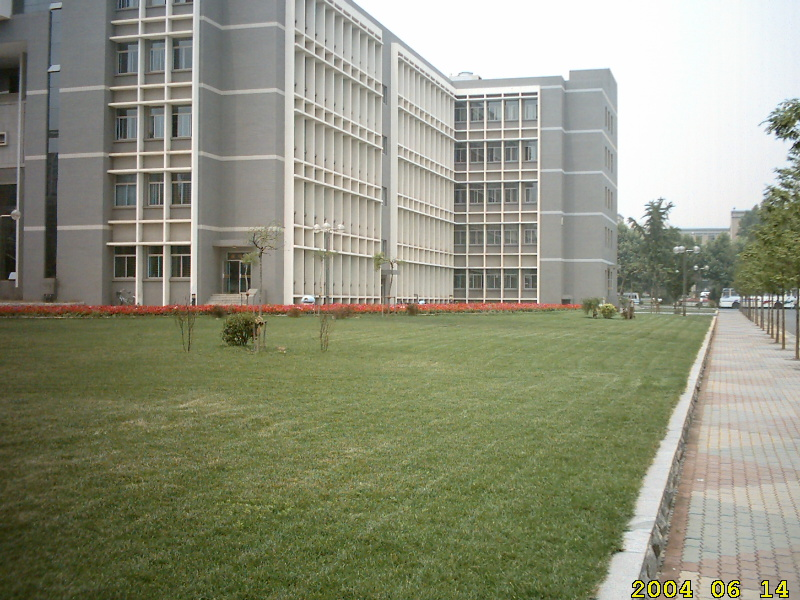
伯川图书馆

屈伯川博士从事高等教育工作半个多世纪，为大连理工大学这所中国共产党亲手创办的第一所正规大学的创建、发展和壮大做出了不可磨灭的贡献。他在长期的高等教育实践中，准确把握教育规律，锐意改革创新，形成了一套全面系统、切合中国实际、颇具中国特色的教育思想体系，已成为中国高等教育事业的宝贵财富。1997年1月，《屈伯川教育文集》由他在延安时代的学生，时任国务院总理的李鹏题写书名，由高等教育出版社出版。
屈伯川博士在1997年2月逝世后，他的家属遵照他的遗嘱，将他的内脏器官捐给大连医科大学（原大连大学医学院，大连医学院）“供教学科研使用”，骨灰“送给大连理工大学，同绿化用肥料混合，撒在学校绿化园地”（今屈老铜像身后的水杉林里）。
1999年，大工建校50周年，大工新图书馆——一座建筑面积20000平方米的现代化多功能图书馆落成。为了缅怀屈伯川博士，在大连理工大学全校师生和校友的要求下，经中共中央批准，大连理工大学图书馆新馆命名为“伯川图书馆”。图书馆大门的南面，屹立着香港校友捐款筹建的屈伯川博士的半身铜像。
2006年， 在由中央电视台、亚太MBA联合会联合国内二十家主流媒体及亚太地区百所知名管理学院共同举办的“国际MBA群英会暨2006中国MBA人物评选活动”中，获“推动中国MBA教育特别贡献奖”,为第二高奖项，与时任美国商务部副部长，主管1980年中美管理项目，现任美国工程院院长的JORDAN J.BARUCH(巴鲁奇)并列，仅次于时任国家经委副主任，代表中央直接负责此项目的经济学家袁宝华。详见外部链接：“2006中国MBA人物评选”。

## 名言
|  | 办第一流的大学要靠第一流的教师。 |

|  | 对办学有利的事，就是要冒点险。不干，机会就错过；一闯，也就上去了。 |

|  | 大学阶段是人生中的黄金时期，你们要好好把握，要学好本领，才能建设祖国。 |